# Trend (Zeitschrift)
Der Trend (von der Zeitschrift stilisiert als trend) ist Österreichs nach Auflage größtes Wirtschaftsmagazin. Seit 1970 richtet es sich an wirtschaftlich Interessierte und Unternehmer. Unter dem Motto „Wir bewegen Wirtschaft“ berichtet das Magazin wöchentlich über aktuelle wirtschaftliche Entwicklungen und deren Hintergründe, befragt Entscheider, bietet Analysen und Kommentare, porträtiert Unternehmenslenker und gibt Tipps zu den Bereichen Geldanlage, Karriere und Kultur.
Der Trend und das Online-Angebot trend.at erscheinen in der VGN Medien Holding, Österreichs größtem Magazinverlag. Chefredakteure sind Andreas Weber und Andreas Lampl.

## Geschichte
Der Trend wurde 1970 vom Journalisten Oscar Bronner gegründet, der wenig später auch das Nachrichtenmagazin Profil sowie 1988 die Tageszeitung Der Standard gründete. Von Anfang an verfolgte das Magazin den Anspruch, hinter die Kulissen der Wirtschaft zu schauen und die Macher und Entscheider vor den Vorhang zu holen. Bronner verkaufte 1974 seine Anteile schrittweise an den Kurier. 2000/2001 kam der Trend durch den Zusammenschluss der Kurier-Magazin-Tochter ZVB mit der News-Gruppe zur heutigen VGN Medien Holding. Seit der Fusion mit dem ebenfalls in der VGN erschienenen Wochen-Magazin Format 2016 erscheint der Trend wöchentlich.

## Inhalt
Bekannt ist der Trend u. a. für seine Rankings, etwa über die reichsten Österreicher, die besten Arbeitgeber sowie das Anwalts- und Ärzte-Ranking, ebenso für die Wahl zum „Mann des Jahres“ (Liste siehe unten) sowie die „Top 500 Unternehmen“, Österreichs umfassendste Datenerhebung zu den größten heimischen Unternehmen. Ergänzt wird das wöchentliche Wirtschaftsmagazin durch Sonderhefte wie den E-Trend (aktuelle Trends bei Digitalisierung und Informationstechnologie), Trend.invest (Themenschwerpunkt Geldanlage und Vermögen) und Karriere Guide (sic) (Tipps für den beruflichen Aufstieg und Weiterbildung). Über tagesaktuelle Ereignisse informiert der Trend mit einem Online-Newsletter.

## Person des Jahres
- 2008: Boris Nemšić[3]
- 2009: Johann Graf
- 2010: Franz Küberl
- 2011: Wolfgang Eder
- 2012: René Benko
- 2013: Christian Kern, Georg Pölzl
- 2014: Eduard Zehetner (Immofinanz)[4]
- 2015: Stefan Pierer (KTM AG)
- 2016: Florian Gschwandtner
- 2017: Frank Hensel (Rewe Group)
- 2018: Rainer Seele[3][5]
- 2019: René Benko; Aufsteiger des Jahres: Markus Braun[6]
- 2020: Andreas Bierwirth[7]
- 2021: Helga Rabl-Stadler[8]
- 2022: Sabine Herlitschka[9]
- 2023: Andreas Klauser[10]
- 2024: Oliver Holle, Gründer von Speedinvest[11]
- 2025: Gabriel Felbermayr[12][13]

## Auflage und Verbreitung
Die verbreitete Auflage des trend liegt über 63.000, davon rund 10.000 e-Paper (ÖAK 2 Halbjahr 2019). Österreichweit erzielt das Wirtschaftsmagazin eine Reichweite von 1,1 Prozent, in der besonders werberelevanten A/B-Schicht liegt sie mit 2,4 Prozent mehr als doppelt so hoch (Medianalyse 2019).
Das Online-Angebot trend.at erzielt 330.000 monatliche Visits und 238.000 Unique Clients. Die monatlichen Page Impressions betragen knapp 600.000 (ÖWA Basic QS 10-12. 2019).